# Ерфуртський конгрес
Ерфуртський конгрес (Ерфуртський з'їзд) — перемовини між Наполеоном та російським імператором Олександром I, які відбувались у період з 27 вересня до 14 жовтня 1808 року в Ерфурті. Їх результатом стало підписання союзної угоди між імператорами, яка, однак, у подальшому не дотримувалась.

## Передісторія
Влітку 1808 року французька армія раптово зазнала серйозної поразки в Іспанії. Французький імператор з тривогою стежив за військовими приготуваннями Австрії й шукав підтримки Росії для того, щоб утримувати Відень під контролем. Проте відносини з Олександром з моменту укладення 1807 року угоди про дружбу припинили бути безхмарними. Надії Олександра потримати від Франції підтримку у боротьбі проти Османської імперії не справдились, а участь у континентальній блокаді Англії несприятливо позначалась на Росії. За цих умов Наполеон скликав князівський конгрес в Ерфуртському князівстві, яке залишилось французьким ексклавом у Тюрингії. Численні німецькі князі-васали з Рейнського союзу слугували відмінною декорацією для демонстрації влади перед російським імператором. Блискуча програма конгресу також мала вразити його учасників. Номінально конгрес був зустріччю перших осіб континентальної Європи. Фактичною метою конгресу була координація зовнішньо- та військово-політичних дій з Рейнським союзом та узгодження довгострокових планів з Російською імперією.

## Офіційна частина

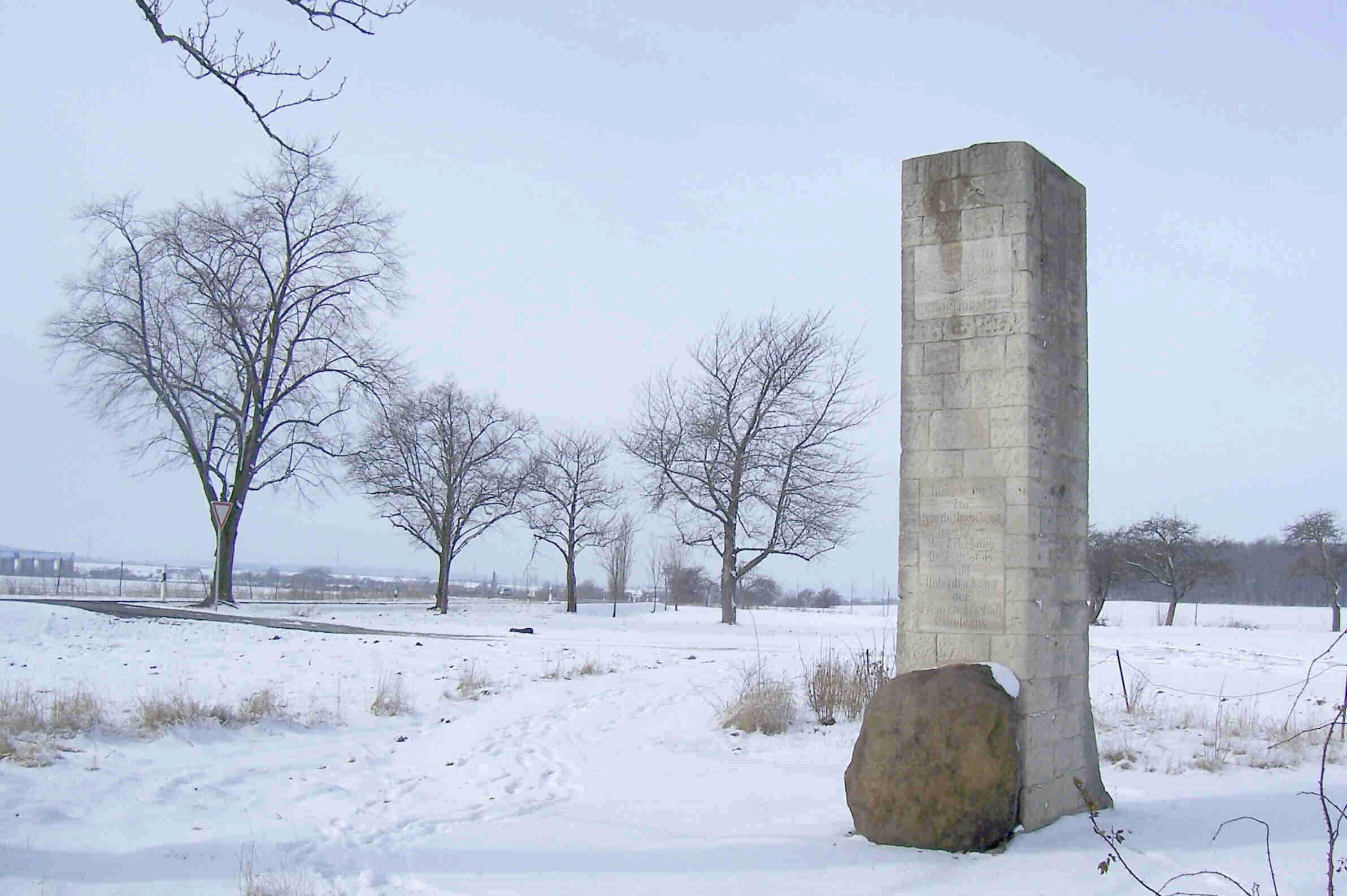
На цьому місці поблизу Менхенхольцхаузена 16 жовтня 1808 року після Ерфуртського конгресу попрощались імператори Наполеон I і Олександр I

Імператори зустрічались часто й не втрачали можливості для того, щоб продемонструвати громадськості сердечність у їхніх стосунках. Цій меті слугували розкішні театральні постановки «Комеді Франсез» в Імператорській залі Ерфурта. У змістовному сенсі учасники перемовин не просунулись ні на крок, хоч і підписали 12 жовтня формальну союзну угоду, яка не мала жодних наслідків для сторін.

## Культурна програма конгресу
Конгрес запам'ятався блискучими прийомами, виїздами на природу, полюванням та щовечірніми театральними виставами в ерфуртській Імператорській залі та іншими представницькими заходами політичного і громадського спрямування.
Наполеон використовував можливості конгресу для того, щоб познайомитись із трьома видатними головами — політичним публіцистом і поетом Крістофом Мартіном Віландом (передрікав Наполеону славу, коли той був ще простим генералом), відомим істориком Йоганнесом фон Мюллером (з яким він бесідував про Цезаря) та найвеличнішим поетом Німеччини Йоганном Вольфгангом Гете (мав для Наполеона пропагандистську цінність).
Зустріч Наполеона і Гете набула особливого резонансу. Імператор прийняв поета в Ерфурті, обговорював з ним «Страждання юного Вертера» і нагородив його хрестом Почесного легіону. Наполеон прокоментував цю зустріч легендарною фразою: «Ось людина!». Мілан Кундера з іронією змальовує цю зустріч у своєму романі «Безсмертя». Наполеон також взяв участь в одній з постановок веймарського театру.